# Toussaint Ambrosini
Toussaint Ambrosini est un homme politique socialiste français né le 5 janvier 1880 et mort le 14 janvier 1946, à Marseille, dans les Bouches-du-Rhône.

## Biographie
Conseiller général, il se présente au nom du parti socialiste SFIO à une élection législative partielle organisée en 1930 à la suite du décès du député Bernard Cadenat. Largement élu, puis réélu en 1932, il appartient à plusieurs commissions, notamment celles des douanes, des conventions commerciales, de la marine marchande et de la marine militaire.
En 1936 en revanche, il est battu par le candidat du Parti communiste français, le futur maire de Marseille Jean Cristofol.
Également conseiller municipal de Marseille, il est nommé par le maire Henri Tasso, socialiste comme lui, deuxième adjoint au maire, chargé des abattoirs et des sapeurs-pompiers. À ce titre, il est en première ligne dans la polémique qui fait suite au funeste incendie des Nouvelles Galeries survenue sur la Canebière en 1938, et à la suite duquel l'administration municipale est mise sous tutelle préfectorale.

## Sources
- « Toussaint Ambrosini », dans le Dictionnaire des parlementaires français (1889-1940), sous la direction de Jean Jolly, PUF, 1960 [détail de l’édition]